# El Hoyo de Pinares
El Hoyo de Pinares ist ein zentralspanischer Ort und Gemeinde (municipio) mit 2.183 Einwohnern (Stand: 2024) in der Provinz Ávila in der Autonomen Region Kastilien-León.

## Lage
El Hoyo de Pinares befindet sich am östlichen Ende der Sierra de Gredos gut 33 km südöstlich von Ávila bzw. gut 70 km westnordwestlich von Madrid in einer Höhe von ca. 850 m.
Das Klima im Winter ist kühl, im Sommer dagegen durchaus warm; die geringen Niederschlagsmengen (ca. 534 mm/Jahr) fallen – mit Ausnahme der nahezu regenlosen Sommermonate – verteilt übers ganze Jahr.

## Bevölkerungsentwicklung
| Jahr      | 1970 | 1981 | 1991 | 2001 | 2011 | 2021 |
| --------- | ---- | ---- | ---- | ---- | ---- | ---- |
| Einwohner | 2516 | 2532 | 2591 | 2318 | 2422 | 2163 |

Der Bevölkerungsrückgang seit den 1950er Jahren ist im Wesentlichen auf die Mechanisierung der Landwirtschaft und den damit einhergehenden Verlust an Arbeitsplätzen zurückzuführen.

## Geschichte
Das Adelsgeschlecht Hoyos stammt ursprünglich aus der Gegend und trägt seinen Namen nach dem Ort.

## Sehenswürdigkeiten
- Michaeliskirche aus dem 16. Jahrhundert

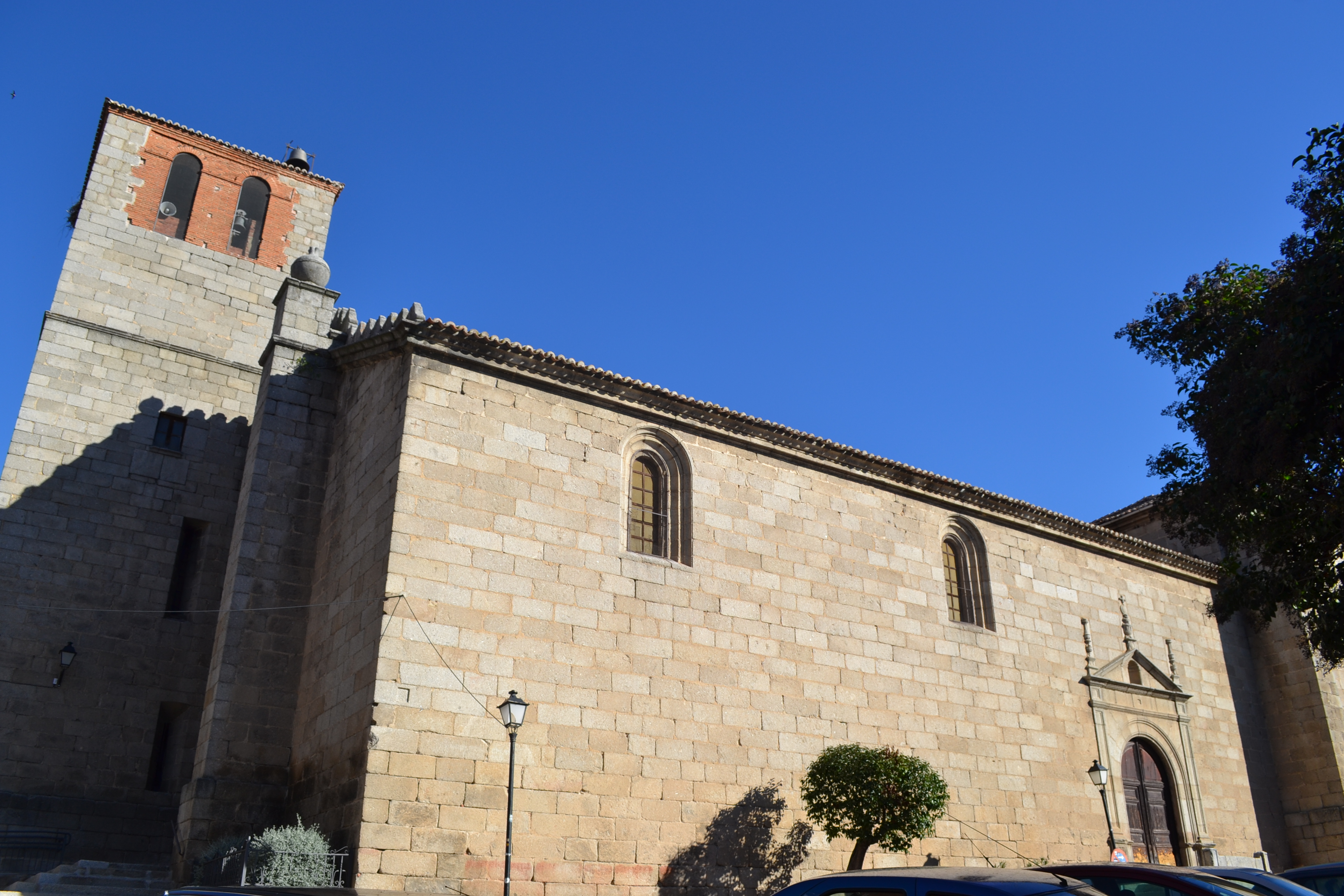
Michaeliskirche